# Rhinomyobia transversalis
Rhinomyobia transversalis là một loài ruồi trong họ Tachinidae.